# Teledesic
Teledesic was de naam van een netwerk van communicatiesatellieten dat tot doel had over de hele wereld breedbandinternet via satellietverbinding aan te bieden. De drijfveer achter dit project was een bedrijf met dezelfde naam als telecommunicatiepionier Craig McCaw. Het netwerk kwam echter nooit tot stand.
Het Teledesicnetwerk was een breedbandnetwerk met hoge capaciteit dat de globale dekking en de lage latentie van een laag-aarde-baan(LEO)-constellatie van satellieten, de flexibiliteit en de robuustheid van Internet en de kwaliteit van de dienst (QoS) combineert. Het netwerk had toegang moeten bieden tot interactieve breedbandcommunicatie over de hele wereld, met inbegrip van de gebieden die economisch niet op een andere manier kunnen worden geholpen, en zodoende moeten dienen als communicatiemiddel tussen een gebruiker en een gateway in een aards netwerk, of als middel om gebruikers of netwerken met elkaar te verbinden.

## Geschiedenis
Teledesic vertegenwoordigde de visie van Craig McCaw, de voorzitter van het bedrijf. Teledesic werd in 1990 opgericht als privébedrijf gevestigd in Bellevue. Behalve door McCaw werd het project financieel ook ondersteund door Microsoft, Paul Allen, Bill Gates en de Saoedische prins Al-Waleed bin Talal al-Saoed.
Teledesic bouwde een telecommunicatienetwerk door gebruik te maken van een geodetisch netwerk van laag-aarde-baan(LEO)-satellieten ("geodetisch" heeft betrekking op de kortste lijn tussen twee punten op een mathematisch bepaalde oppervlakte). Een geodetisch telecommunicatienetwerk verwijst naar een niet-hiërarchisch netwerk met de knopen van het netwerk, die in een netwerktopologie met elkaar worden verbonden. Internet en Teledesic zijn voorbeelden van dergelijke netwerken.
In juli 2003 heeft de firma Teledesic haar bijdragen aan het project Teledesic stopgezet. Ze hebben hun licenties voor de frequenties afgestaan en zijn gestopt met al hun activiteiten. Uiteindelijk is Teledesic gefuseerd met ICO Global Communications, waarna de bedrijven van McCaw de leiding over ICO hebben overgenomen. Er is met succes een testsatelliet gelanceerd.

## Gebruik
De bedoeling was dat Teledesic net als Internet breedbandcommunicatiediensten aan bedrijven, overheden,
niet-gouvernementele organisaties, kleine ondernemingen en gemeenschappen in de hele wereld zou verlenen. Door het gebruik van satelliettechnologie zou het Teledesic-netwerk wereldwijd hoge bandbreedte-verbindingsmogelijkheden kunnen aanbieden.
Vrijwel alle globale markten voor telecommunicatiediensten ervaren de opmerkelijke groei. De elektronische handel, e-business en de basisconnectiviteit exploderen, en dit veroorzaakt reusachtige toename van de behoefte aan een geavanceerde infrastructuur voor telecommunicatie. Deze groei zal in de 21e eeuw verder toenemen als gevolg het toenemend aantal gebruikers en de steeds verder verfijnde toepassingen voor bandbreedte. Teledesic wilde als eerste een echt mondiaal net voor breedbandgegevens opbouwen.

## Technologie
Het netwerk Teledesic had moeten bestaan uit een grondsegment (terminals, netwerkgateways en controlesystemen) en een ruimtesegment (het op satellieten gebaseerde schakelnetwerk dat de communicatieve verbinding tussen de terminals regelt). De terminals zouden zo de verbindingen van het Teledesic netwerk vormen en voorzien in communicatie, zowel binnen het satellietnetwerk als tussen de aardse eindgebruikers en de netwerken. Ze voerden zo de "vertaling" uit tussen de interne netwerkprotocollen van Teledesic en de standaardprotocollen op aarde, waarbij het schakelnetwerk op basis van satellieten wordt afgezonderd van de complexiteit en veranderingen.
De terminals van Teledesic moesten rechtstreeks communiceren met het satellietnetwerk en grote hoeveelheden gegevens ondersteunen. De terminals moesten ook samenwerken met uiteenlopende standaardnetwerkprotocollen, zoals IP, ISDN, ATM en andere.